# ジローラモ・サヴォルド
ジョヴァンニ・ジローラモ・ダ・ブレシア (1485年頃出生、1548年以降没）とも呼ばれるジローラモ・サヴォルドは、イタリアの盛期ルネサンスの画家である。主にヴェネツィアで活躍したが、イタリア北部の他の都市でも制作した。サヴォルドは色彩とキアロスクーロの微妙な使用と、ほとんどが宗教的な主題である作品の冷静なリアリズムで有名である。わずかの肖像画はアクセサリーや設定で興味深く、「大きな物語画から取り出されたように見える」。
全部で約40点の絵画が知られており、そのうち6点は肖像画である。ほんの一握りの素描しか知られていない。画家は生涯で高く評価され、作品のいくつかのバージョンが依頼された。また、他の画家によって複製が制作された。しかし、サヴォルドは一般的な認知を受けず、作品は多くの取引でより有名な芸術家、特にジョルジョーネに帰属された。多くの絵画の年代測定は専門家の間で物議を醸し続けているが、サヴォルドの認知は19世紀に復活した。

## 生涯

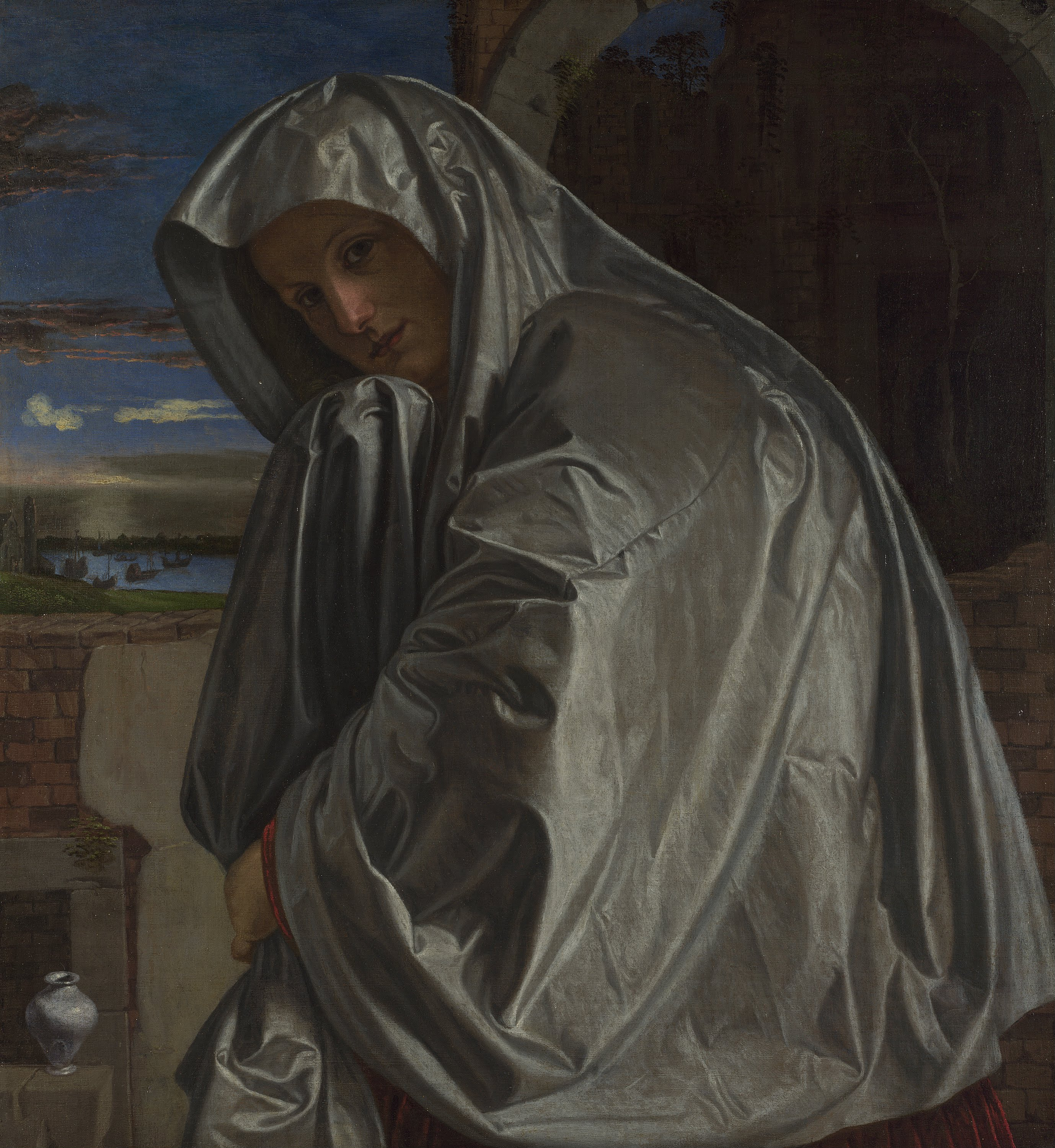
『マグダラのマリア』、（1535–40年）、カンヴァスに油彩、ロンドン・ナショナル・ギャラリー

サヴォルドはブレシアで生まれたが、初期の頃についてはほとんど知られていない。いくつかの情報源では、サヴォルドはジロラモ・ブレッシアーノとして知られていたと主張されている。1506年までにサヴォルドはパルマにいたが、1508年までにフィレンツェの画家のギルドに加入した。この期間に、サヴォルドは『エジプト逃避途上の休息』（アウクスブルク）、『カラスに煩わされるエリヤ』(ワシントン・ナショナル・ギャラリー）、および『十字架降下』などを完成させた。

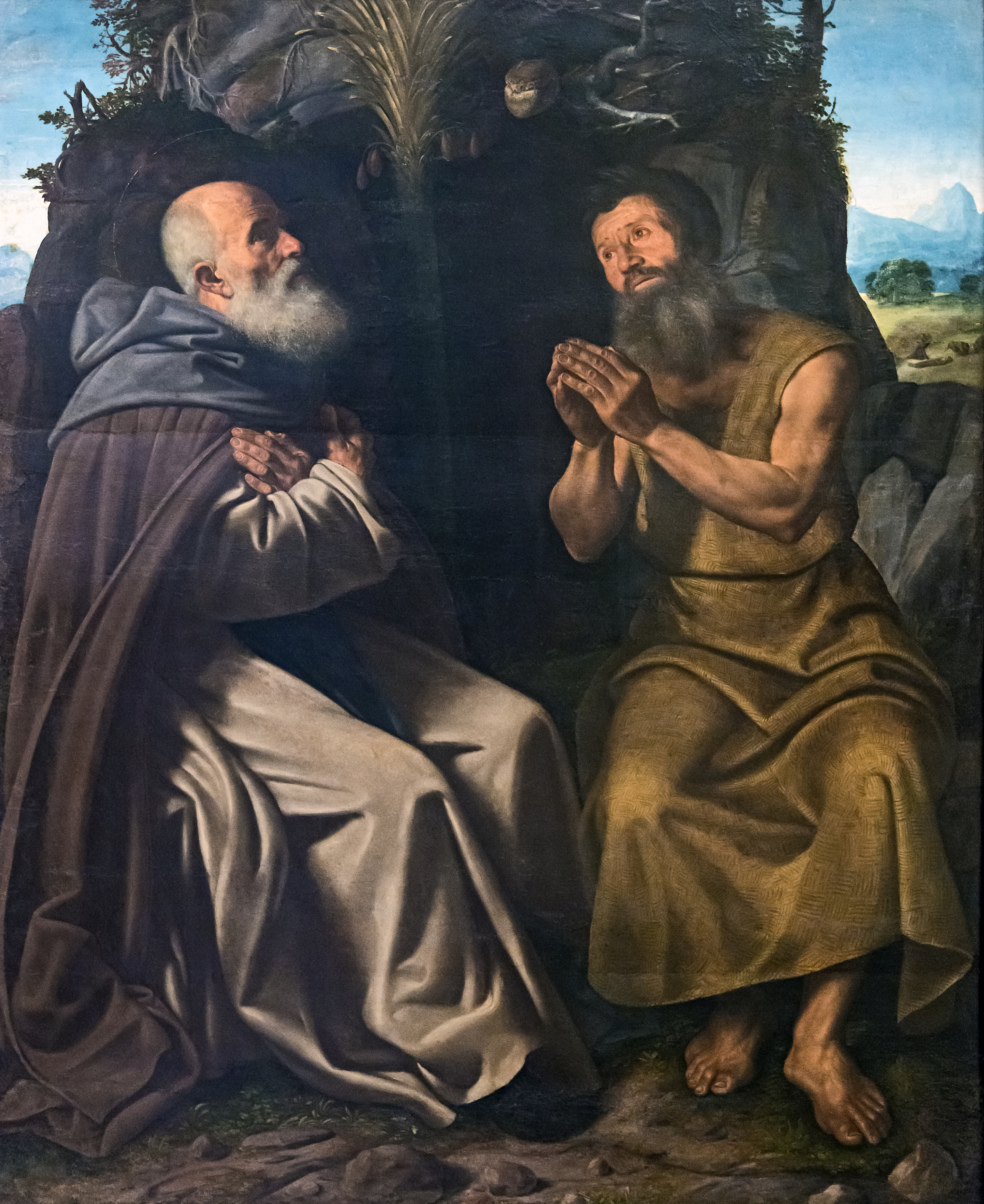
『大修道院長聖アントニウスと隠者聖パウロ』、アカデミア美術館 (ヴェネツィア)

1515年に、サヴォルドは、伝統的にガストン・ド・フォワと同一視されている『鎧を着けた戦士の肖像』を描いた。また、同じ時期の作品に『聖アントニウスの誘惑』がある。ティムケン美術館にあるこの作品では、サヴォルドは、聖アントニウスが祈りの中で手を握りしめ、地獄のようなヴィジョンから明るい牧歌的な風景の中へと逃げている様子を表している。当時の他の北イタリアの画家のように、サヴォルドはフランドル絵画、特に、この聖アントニウスの作品の拷問者の描写に影響を与えたフランドルの芸術家、ヒエロニムス・ボスの悪夢のような怪物に興味を持っていた。聖人は逃げながら、その手は修道院を指している。このことは、サヴォルドが出家生活運動の父であったことを想起させる。これらの作品は、1521年以前にサヴォルドが移転したヴェネツィアで絵画の依頼者に高く評価された。
1524年6月15日、サヴォルドはペーザロにあるサン・ドメニコ教会の祭壇画（現在はミラノのブレラ美術館所蔵）の契約に署名した。 1527年に、彼はブレシアのアヴェロルディ家のために『聖ヒエロニムス』を完成させたが、これはおそらく現在、ロンドンのナショナル・ギャラリーにある作品であろう。1530年代の作品には、ワシントンのナショナル・ギャラリーにある『キリストの降誕』があるが、サヴォルドの同時代のコレッジョによる同じ主題の柔和な絵画の影響を受けているようである。 1533年、サヴォルドは、サンタ・マリア・イン・オルガノ教会（ヴェローナ）にある『4人の聖人といる聖母』を描き、1537-1538年には、ブレシアのサンタ・クローチェ教会の主祭壇画を制作した（第二次世界大戦中に破壊された）。1540年には、ヴェネツィアのサン・ジョッベ教会とブレシアのサン・バルナバ教会のための2点の『キリストの降誕』の絵画と、有名な『マグダラのマリア』の絵画が描かれた。
ヴェネツィアのサヴォルドの弟子には、パオロ・ピーノが含まれていた。サヴォルドは人生の数年をミラノで過ごした可能性があり、1534年にミラノ公爵フランチェスコ2世スフォルツァのために絵画を制作したことが知られている。サヴォルドにはオランダ人の妻がいた。サヴォルドの正確な没年は知られていないが、1548年にサヴォルドは非常に年老いていたものの、まだヴェネツィアに住んでいると引用された。死後、サヴォルドは3世紀の間ほとんど完全に忘れさられ、その作品の再発見は19世紀半ばに始まった。美術史家のクレイトン・ギルバートは、サヴォルドは「主要な盛期ルネサンスの巨匠にまでのぼりつめた最後の芸術家の一人」であると述べている。

## 概観

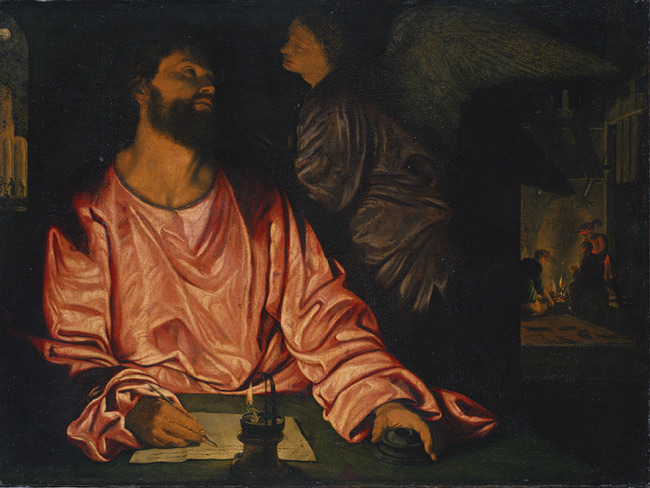
『聖マタイと天使』(1534年)、カンヴァス上に油彩、メトロポリタン美術館

サヴォルドの絵画は折衷的な影響を示しており、ヴェネツィアの色彩とロンバルディアの造形性を組み合わせて、静かな叙情性を生み出している。ティツィアーノとロレンツォ・ロットの影響を受けているようであり、光の中で明確に定義された形体への執着において、チーマ・ダ・コネリアーノとフランドルの画家の影響を受けているようである。同時代の芸術家の間で、サヴォルドは、静かな場面に単独の人物、または少数の人物を表す構図を好むという点で異例であった。作品数は多くなく、約40枚の絵画と10枚の素描で構成されている。
サヴォルドは、生涯の間に夜の効果を熟知していたことで知られていた。アンドレア・ベイヤーが「イタリア絵画で最も刺激的な夜景図の1つ」と呼んだ『聖マタイと天使』（1534年、メトロポリタン美術館) は、ローマのサン・ルイージ・デイ・フランチェージ教会のコンタレッリ礼拝堂にあるカラヴァッジョの有名な絵画を予見している。光り輝いているガウンが暗い背景と対照されている。
『マグダラのマリア』（1535年から40年頃、ロンドン・ナショナル・ギャラリー）は、この主題についてサヴォルドが描いたいくつかのバージョンの1つであり、照明効果の傑作である。マグダラのマリアは頭部を覆う白いサテンのマントに包まれ、顔を影に残し、赤い袖がほんのわずかに見えることによって銀色の衣服の広がりが途切れている。

## 主要作品
Category:ジローラモ・サヴォルドの作品も参照。
- 聖アントニウスの誘惑（1515-1520年）、ティムケン美術館 (サン・ディエゴ)
- 聖ヒエロニムスの誘惑（1515-1530年）、プーシキン美術館 (モスクワ)
- 砂漠のエリヤ（1520年頃）、ナショナル・ギャラリー (ワシントン)
- 隠者としての聖アントニウスと聖パウロ（1520年頃）、アカデミア美術館 (ヴェネツィア)
- 聖マタイと天使（1534年）、メトロポリタン美術館 (ニューヨーク)
- サン・ドメニコ・ディ・ペーザロの祭壇画（1524–1526）、ブレラ美術館 (ミラノ)
- トビアスと天使（1527年頃）、ボルゲーゼ美術館 (ローマ)
- 鎧を着けた戦士の肖像（1529年頃）、ルーヴル美術館 (パリ)
- キリストの変容（1530年頃）、ウフィツィ美術館 (フィレンツェ)
- 羊飼いの礼拝（1540年頃）、トジオ・マルティネンゴ絵画館 (ブレシア)
- 若いフルート奏者の肖像（1540年頃）、トジオ・マルティネンゴ絵画館 (ブレシア)
- マグダラのマリア（1535–1540年）、J・ポール・ゲティ美術館 (ロサンゼルス)、ナショナル・ギャラリー (ロンドン)、コンティーニ・ボナコッシ・コレクション (ウフィツィ美術館、フィレンツェ)、絵画館 (ベルリン)